# Ricardo Larraín
José Ricardo Larraín Pineda (Santiago, 27 d'abril de 1957-21 de març de 2016) va ser un director, guionista, productor i muntatgista xilè, que va treballar en cinema, televisió i publicitat.

## Biografia
Es va graduar a l'Escola d'Arts de la Comunicació de la Pontifícia Universitat Catòlica de Xile. El seu primer treball com a director va ser amb el curtmetratge La hora del sereno (1982), un treball en stop-motion realitzat al costat de Vivienne Barry, centrat en el recordat personatge de la Colònia que recorria els carrers il·luminant els fanals i anunciant l'hora. Després, va realitzar el mediometraje Rogelio Segundo (1983), basat en un relat d'Alfonso Alcalde. Produïda pel Programa de Mitjans Audiovisuals de la Universitat Catòlica, la pel·lícula realitzada en format vídeo va obtenir aquest any el Premi del Festival Llatinoamericà de Televisió Universitària, efectuat a Lima.
Va integrar el grup de realitzadors que va confeccionar la “franja del No” per al plebiscit de 1988 que va acabar amb la dictadura militar.
En 1991 va fer el seu debut al cinema amb la pel·lícula La frontera, escrita al costat del guionista argentí Jorge Goldenberg. La cinta va tenir el seu primer suport en el Concurs de guions inèdits del Festival de l'Havana de 1989 i posteriorment es va adjudicar diversos premis internacionals, com l'Os de Plata del Festival Internacional de Cinema de Berlín i el premi Goya a la millor pel·lícula estrangera de parla hispana.
| « | El meu entusiasme personal és la passió per contar històries. Una pel·lícula és una història amb tota la fascinació de l'emoció, el riure i també la reflexió. | » |

En 1997 va filmar el documental Raúl Silva Henríquez, el cardenal (1997), que està centrat en la figura del sacerdot i defensor dels Drets Humans durant la dictadura militar de Augusto Pinochet. La producció va obtenir el Primer Premi de llargmetratge documental en el Festival de Cinema sobre Drets Humans a Amèrica Llatina, realitzat a Buenos Aires, l'Argentina.
A més de dur a terme diverses pel·lícules i documentals, va col·laborar com a productor executiu en la telenovel·la Piel canela, com a director i muntador en la minisèrie Héroes: La gloria tiene su precio. 1- O'Higgins, vivir para merecer su nombre i realitzat més de vuit-cents anuncis publicitaris per a Xile i altres països. Durant 2001 va dirigir l'àrea dramàtica de la Corporació de Televisió de la Universitat Catòlica i va exercir com a docent en la Escuelade Periodisme d'aquesta. En 2004 va fundar la Associació Gremial de Directors i Guionistes de Xile i en 2006 l'Escola de Cinema de la Universitat Major.
El 21 de març de 2016, prop de les 20 hores i als 58 anys, va morir víctima del càncer limfàtic que sofria des de 2006.

## Filmografia
| Any  | Pelí·lcula                                                                    | Paper    | Paper     | Paper     | Paper       |
| Any  | Pelí·lcula                                                                    | Director | Guionista | Productor | Muntatgista |
| ---- | ----------------------------------------------------------------------------- | -------- | --------- | --------- | ----------- |
| 1983 | Rogelio Segundo                                                               | Sí       | Sí        | Sí        |             |
| 1991 | La frontera                                                                   | Sí       | Sí        | Sí        |             |
| 1997 | Pasos de baile                                                                |          | Sí        | Sí        |             |
| 1998 | El entusiasmo                                                                 |          | Sí        |           |             |
| 2001 | Piel canela                                                                   |          |           | Sí        |             |
| 2005 | Alberto: ¿Quién sabe cuánto cuesta hacer un ojal?                             | Sí       |           |           | Sí          |
| 2007 | Héroes: La gloria tiene su precio. 1- O'Higgins, vivir para merecer su nombre | Sí       |           |           | Sí          |
| 2008 | ChilePuede                                                                    | Sí       |           |           |             |
| 2014 | El niño rojo                                                                  | Sí       | Sí        |           |             |

## Premis
Larraín va obtenir els següents premis en la seva carrera:
Festival Internacional de Cinema de Friburg
| Any  | Categoria    | Pel·lícula  | Resultat  |
| ---- | ------------ | ----------- | --------- |
| 1993 | Premi Trigon | La frontera | Guanyador |

Premis Goya
| Any  | Categoria                                     | Pel·lícula  | Resultat  |
| ---- | --------------------------------------------- | ----------- | --------- |
| 1992 | Millor pel·lícula estrangera de parla hispana | La frontera | Guanyador |

42è Festival Internacional de Cinema de Berlín
| Any  | Categoria                                                 | Pel·lícula  | Resultat  |
| ---- | --------------------------------------------------------- | ----------- | --------- |
| 1992 | ós de plata: Assoliment individual per primera pel·lícula | La frontera | Guanyador |
| 1992 | Os d'Or                                                   | La frontera | Nominat   |

Festival de Cinema de l'Havana
| Any  | Categoria       | Pel·lícula  | Resultat  |
| ---- | --------------- | ----------- | --------- |
| 1992 | Millor director | La frontera | Guanyador |
| 1992 | Premi OCIC      | La frontera | Guanyador |

Festival de Cinema de Gramado
| Any  | Categoria                                       | Pel·lícula  | Resultat  |
| ---- | ----------------------------------------------- | ----------- | --------- |
| 1992 | Esment especial                                 | La frontera | Guanyador |
| 1992 | Golden Kikito: Millor pel·lícula iberoamericana | La frontera | Nominat   |